# 伊都国
伊都国（日语：伊都国）是一个据说存在于古代日本九州福冈县糸岛半岛的国家。

## 地点
《魏志倭人传》记载：“东南陆行五百里，至伊都国。官曰尔支，副曰泄谟觚、柄渠觚。有千余户，世有王，皆统属女王国。郡使往来常所驻。”（《三国志·魏书·卷三十·东夷传·倭人》，简称《魏志倭人传》）